# Accord d'association
Un accord d'association (AA) est un accord entre l'Union européenne et un pays tiers créant un cadre de coopération entre eux. Les domaines couverts par ces accords concernent notamment le développement de liens politiques, commerciaux, sociaux, culturels et sécuritaires. La base légale de la conclusion de l'accord d'association se trouve à l'article 217 du traité sur le fonctionnement de l'Union européenne (anciens articles 310 et 238 TCE).

## Généralités
- États membres
- Candidats reconnus
- Candidats potentiels
- Partenariat oriental
- Accord de partenariat et de coopération avec la Russie
- États membres de l'Association européenne de libre-échange
- Partenariat Euromed
- Autres pays de l'UPM

Les accords d'association sont des accords-cadres larges entre l'Union européenne (ou ses prédécesseurs) et ses États membres, et un état externe qui régit leurs relations bilatérales. Cette possibilité est prévue dès le traité de Rome, qui a établi la Communauté économique européenne, comme un moyen de permettre la coopération de la Communauté avec le Royaume-Uni, qui s'était retiré de la conférence de Messine en 1955. Selon le Service européen pour l'action extérieure, tout accord doit répondre à plusieurs critères :

« 1 - La base juridique de leur conclusion est l'article 217 du TFUE (ancien art. 310 et art. 238 TCE).

2 - Intention d'établir une coopération économique et politique étroite.

3 - Création d'organes paritaires pour la gestion de la coopération, compétents pour prendre des décisions qui lient les parties contractantes.

4 - Respecter la clause de la nation la plus favorisée.

5 - Prévoir une relation privilégiée entre l'UE et son partenaire.

6 - Depuis 1995, la clause sur le respect des droits de l'homme et des principes démocratiques est systématiquement incluse et constitue un élément essentiel de l'accord.

7 - Dans un grand nombre de cas, l'accord d'association remplace un accord de coopération intensifiant ainsi les relations entre les partenaires. »

— Service européen pour l'action extérieure.

## Accords avec des États tiers

### Accords de coopération politique
Légende :
- AA : Accord d'association
- AC : Accord de coopération
- ACE : Accord de coopération économique
- ACDC : Accord sur le commerce, le développement et la coopération
- AGPC : Accord global de partenariat et de coopération
- APC : Accord de partenariat et de coopération
- APE : Accord de partenariat économique
- APCE : Accord de partenariat et de coopération économique
- ASA : Accord de stabilisation et d'association
- AEMEA : Accord euro-méditerranéen établissant une association
- ALE : Accord de libre-échange
- ALECA : Accord de libre échange complet et approfondi
- EEE : Espace économique européen
- UDUE : Union douanière de l'Union européenne

#### Accords déjà signés
- États membres
- Accord en cours
- Accord en cours de négociation

- Afrique du Sud - ACDC (2004)[2]
- Albanie - ASA (2009)[3]
- Algérie - AEMEA (2005)[4]
- Bosnie-Herzégovine - ASA (2008)[5]
- Chili - AA (2005)[6]
- Égypte - AEMEA (2004)[7]
- Géorgie - AA & ALECA (2014)[8]
- Islande - EEE (1994)[9]
- Israël - AEMEA (2000)[10]
- Jordanie - AEMEA (2002)[11]
- Kosovo - ASA (2015)[12]
- Liban - AEMEA (2006)[13]
- Liechtenstein - EEE (1994)[9]
- Macédoine - ASA (2004)[14]
- Moldavie - AA & ALECA (2014)[15]
- Monténégro - ASA (2010)[16]
- Maroc - AEMEA (2000)[17]
- Norvège - EEE (1994)[9]
- Serbie - ASA (2013)[18]
- Syrie - AC (1978)[19]
- Tunisie - AEMEA (1998)[20]

Carte de l'état des accords d'association de l'UE :
États membres
Accord en cours
Accord en cours de négociation

- Turquie - Accord d'Ankara (1964), protocole d'Ankara (2005)[21] et cadre pour une union douanière (1995)
- Pays d'Afrique, Caraïbes et Pacifique - Accord de Cotonou (2003)[22]
- Ukraine - AA & ALECA (2017)[23],[24]

#### En cours de ratification
- Système d'intégration centraméricain - AA (2012)[25]

#### En cours de négociation
- Andorre - AA[26]
- Arménie - AA[27]
- Azerbaïdjan - AA[28]
- Libye - AC[29]
- Monaco - AA[26]
- Saint-Marin - AA[26]
- Syrie - AEMEA [30],[31]
- Mercosur - AA[32],[33]

### Accords de libre-échange

Carte de l'état des accords de libre-échange de l'UE :
États membres de l'Union européenne
Accord en vigueur
Accord appliqué provisoirement
Accord paraphé mais pas encore appliqué
Accord appliqué mais pas encore signé
Accord en cours de négociation
Négociations suspendues

#### Accords déjà signés
- Andorre - UDUE (1991)[34]
- Corée du Sud - ALE (2011)[35]
- Îles Féroé - ALE (1997)[36]
- Islande - ALE (1973)
- Liechtenstein - ALE (1973)
- Mexique - Accord de partenariat économique, de coordination politique et de coopération (2000)[37],[38]
- Norvège - ALE (1973)
- Palestine - AEMEA (1997)[39],[40]
- Royaume-Uni - Accord de commerce et de coopération (2021)
- Saint-Marin - UDUE (2002)[41]
- Suisse - ALE (1973)[42]

#### En cours de ratification
- Colombie - ALE (2012)[43]
- Japon - ALE[44],[45]
- Pérou - ALE (2012)[43]
- Pays d'Afrique, Caraïbes et Pacifique - APE (2008)[46]

#### En cours de négociation
- Australie - ALE[47]
- Cameroun - APE[48]
- Canada - Accord économique et commercial global[49]
- Côte d'Ivoire - APE[48]
- Équateur - ALE (négociations suspendues en 2009)[49],[50]
- États-Unis - Partenariat transatlantique de commerce et d'investissement[51]
- Ghana - APE[52]
- Inde - ALE[49],[53]
- Malaisie - ALE[49],[54]
- Maroc - ALECA[55]
- Nouvelle-Zélande - ALE[56]
- Singapour - ALE[49]
- Thaïlande - ALE[57]
- Vietnam - ALE[58]
- Association des nations de l'Asie du Sud-Est - ALE (négociations suspendues en 2009)[49]
- Communauté d'Afrique de l'Est - APE[59]
- Conseil de coopération du Golfe - ALE (négociations suspendues en 2008)[49],[52]
- Communauté de développement d'Afrique australe - APE[60]

### Autres accords

#### Accords déjà signés
- Andorre - AC (2005)[61]
- Arménie - APC (1999)[62]
- Azerbaïdjan - APC (1999)[63]
- Géorgie - APC (1999)[64]
- Indonésie - AGPC (2014)[65]
- Kazakhstan - APC (1999)[66]
- Kirghizistan - APC (1999)[67]
- Moldavie - APC (1998)[68]
- Mongolie - APCE (1993)[69]
- Russie - APC (1997)[70]
- Tadjikistan - APC (2010)[71]
- Ukraine - APC (1998)[72], AA en cours de ratification.
- Union soviétique - ACE (1989), renouvelé avec le  Tadjikistan (1994) et le  Turkménistan (1994)
- Ouzbékistan - APC (1999)[73]
- Vietnam - AC (1996)[74]
- Yémen - AC (1998)[75]
- Association des nations de l'Asie du Sud-Est - AC (1980)[76]
- Conseil de coopération du Golfe - AC (1989)[77]

#### En cours de ratification
- Biélorussie - APC (1995)[78]
- Irak - APC (2012)[79]
- Mongolie - AGPC (2013)[80]
- Philippines - APC (2012)[81]
- Turkménistan - APC (1998)[82]
- Vietnam - AGPC (2012)[83]

#### En cours de négociation
- Thaïlande - APC
- Singapour - APC
- Malaisie - APC[84]

### Anciens accords
- Albanie - ACDC (1992), remplacé par ASA en 2009[85]
- Algérie - AC (1978), remplacé par AEMEA en 2005[86]
- Bulgarie - EEE (1995), Cinquième élargissement[87]
- Croatie - ASA (2005), Sixième élargissement[88]
- Chypre - AA (1973), Cinquième élargissement[89]
- Égypte - AC (1978), remplacé par AEMEA en 2004[90]
- Estonie - EEE (1998), Cinquième élargissement[91]
- Grèce - AA (1961), Deuxième élargissement
- Hongrie - EEE (1994), Cinquième élargissement[92]
- Lettonie - EEE (1998), Cinquième élargissement[93]
- Lituanie - EEE (1998), Cinquième élargissement[94]
- Macédoine - AC (1998)[95], remplacé par ASA en 2004
- Malte - AA (1971), Cinquième élargissement[96]
- Mexique - AC (1991), remplacé par l'Accord de partenariat économique, de coordination politique et de coopération en 2000[97]
- Maroc - AC (1978)[98], remplacé par AEMEA en 2000
- Pologne - EEE (1994), Cinquième élargissement[99]
- RF Yougoslavie - AA (2000), renouvelé avec la  Serbie (2003)
- République tchèque - EEE (1995), Cinquième élargissement[100]
- Roumanie - EEE (1995), Cinquième élargissement[101]
- Slovaquie - EEE (1995), Cinquième élargissement[102]
- Slovénie - EEE (1999), Cinquième élargissement[103]
- Tunisie - AC (1978), remplacé par AEMEA en 1998[104]
- Pays d'Afrique, Caraïbes et Pacifique - Convention de Lomé (1976[105], 1981[106], 1986[107] et 1991[108]), renouvelé avec l'Accord de Cotonou en 2003

## Compléments